# Lago Cachet 2
El lago Cachet 2 es un cuerpo de agua superficial ubicado al este del campo de hielo Patagónico Sur que desagua en el río Colonia de la cuenca del río Baker. Este lago ha sufrido más de 28 eventos de vaciamiento repentino, un fenómeno natural llamado inundación por desborde violento de lago glaciar.
Es nombrado también lago Cachet II o lago Cachet Dos.

## Ubicación y descripción
Está ubicado en el campo de hielo, al lado oriental y sus aguas son contenidas por el glaciar Colonia cuyo derretimiento produce violentas inundaciones al liberar repentinamente las aguas represadas.

Nacimiento y desembocadura de los ríos Colonia y Nef. Los lagos Cachet 1 y Cachet 2 se ven en la parte superior izquierda del mapa. Las líneas verde y amarillas son los límites de las respectivas cuencas hidrográficas. Ver también mapa de la zona del IGM.

## Historia
Los días 6 y 7 de abril, 7 y 8 de octubre y 21 y 22 de diciembre de 2008 se rompió la represa de hielo que formaba el glaciar Colonia y una masa de agua siguió el curso del río Colonia aguas abajo hasta la confluencia con el río Baker, subiendo desde allí hasta unos 25 km aguas arriba por el lecho del río Baker y aguas abajo hasta la desembocadura del Baker en Tortel, afectando caminos, puentes, campos e infraestructura. El 7 abril subió el caudal en la confluencia del río Colonia con el Baker desde 1200 m³/s a 3570 m³/s en menos de 48 horas, subiendo el nivel del río en 4,5 m y bajando la temperatura de 8 °C a °C. En octubre subió el caudal de 573 m³/s a 3007 m³/s, y el nivel en 4,7 m, la temperatura bajó desde 7,3 °C a 4,8 °C, mientras que en diciembre los cambios fueron 1145 m³/s a 3052 m³/s, 11 °C a 8 °C.